# The Unseen Vengeance
The Unseen Vengeance è un cortometraggio muto del 1914 diretto da Thomas Ricketts. Prodotto dalla American Film Manufacturing Company da un soggetto di Adele Harris, il film aveva come interpreti Harry von Meter, Vivian Rich, Charlotte Burton.

## Trama
John Holland e sua moglie, Kate sono felici insieme fino a quando il suo libro, "The Unseen Vengeance", ispirato alla storia di Olga, una ragazza russa il cui padre, un rifugiato politico, è stato assassinato da spie governative, lo rende famoso. La ragazza, diventata attrice, comincia a frequentare Holland. I due, che frequentano il mondo elegante, sono sempre insieme. Holland lascia la moglie per Olga, ma la loro relazione finisce male e lei lo abbandona. Kate, che non ha mai dimenticato il marito, ora malato e solo, lo perdona e si riunisce a lui.

## Produzione
Il film fu prodotto dall'American Film Manufacturing Company.

## Distribuzione
Distribuito dalla Mutual, il film - un cortometraggio in una bobina - uscì nelle sale cinematografiche degli Stati Uniti il 30 dicembre 1914.